# Grimmelshausen-Gymnasium Offenburg

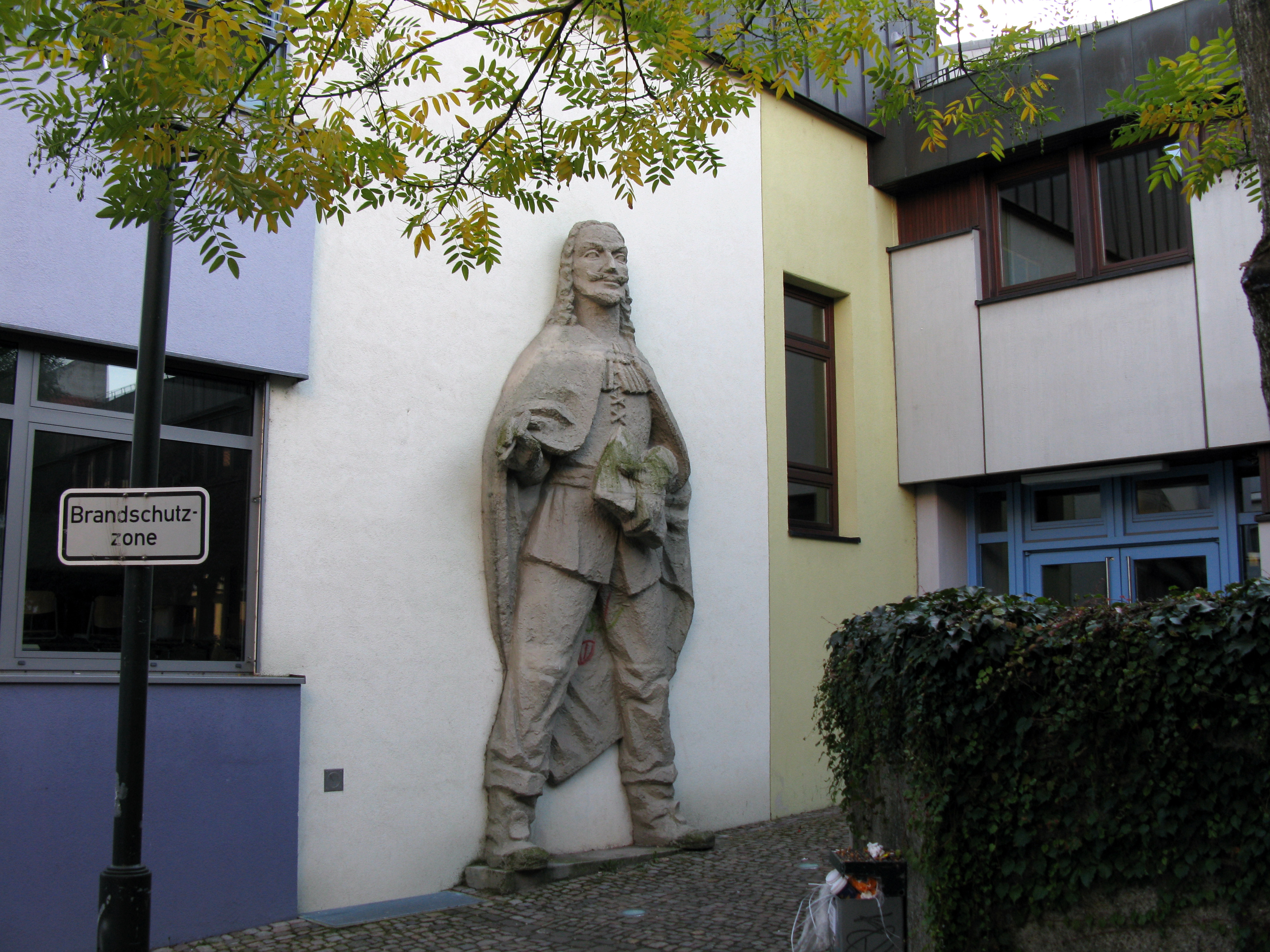
Grimmelshausen-Gymnasium

Das Grimmelshausen-Gymnasium Offenburg ist eine allgemeinbildende weiterführende Schule in Offenburg (Ortenaukreis). Das Gymnasium hat etwa 550 Schüler und rund 50 Lehrer. Mit einem Alter von mehr als 360 Jahren ist es das älteste der vier Gymnasien in Offenburg. Es zeichnet sich durch besondere Fremdsprachenförderung und dem Angebot eines deutsch-französischen Abiturs (AbiBac) aus.

## Geschichte
Die Schule wurde 1660 vom Franziskaner- und Minoritenorden gegründet, der schon seit 1280 in Offenburg ein Kloster betrieb. Nach dem Brand 1689 wurde das Kloster neu aufgebaut. Heute ist es im Denkmalbuch Baden-Württembergs eingetragen. 1803 wurde die Klosterschule im Zuge der Säkularisation verstaatlicht. Die Schule hütete von 1808 bis 1990 Überreste der Bibliothek des ebenfalls aufgelösten Klosters und war ab 1822 im Kapuzinerkloster untergebracht. Das Kapuzinerkloster ist das älteste Gebäude der Stadt und hat als einziges den Stadtbrand von 1689 überstanden.
1937 wurde die Schule nach Johann Jakob Christoffel von Grimmelshausen benannt. Der gebürtige Gelnhäuser gilt als der wichtigste deutsche Schriftsteller des Barock und lebte in der zweiten Hälfte des 17. Jahrhunderts in der Ortenau.
Das Gymnasium benutzt zum Teil auch die Räume des ehemaligen Kapuzinerklosters.

## Schulleiter
- 1997–2009 Dietrich Mehrgardt[8]
- 2009–2011 Gunther Siegwart[9]
- 2011–2018 Dieter Kopriwa[10]
- 2018–2023 Susanne Self-Prédhumeau[11]
- seit 2024 Wilfrid Arens[12]

## Profilentscheidungen
In Klasse 5 müssen sich die Schüler zwischen den Sprachkombinationen Englisch-Französisch und Englisch-Latein entscheiden. In der 7. Klassenstufe steht für die Schüler mit der Sprachkombination Englisch-Französisch die Entscheidung billinguales Französisch an. In der 8. Klassenstufe wird zwischen der Profilrichtung Naturwissenschaften und einer dritten Fremdsprache (bei Sprachkombination Englisch-Französisch: Altgriechisch oder Italienisch oder Latein, bei Sprachkombination Englisch-Latein: Altgriechisch oder Französisch oder Italienisch) entschieden.

## Angebotene Sprachen
- Latein
- Englisch
- Französisch
- Italienisch
- Altgriechisch

## Sprachfolge
- Französisch oder Latein als erste Fremdsprache ab Klasse 5
- Englisch als zweite Fremdsprache ab Klasse 5
- Französisch, Latein, Altgriechisch oder Italienisch als dritte Fremdsprache
- Französisch als vierte Fremdsprache[14]

## Austauschprogramme
Das Gymnasium pflegt internationale Kontakte und damit verbundene Schüleraustauschprogramme mit Schulen in Strasbourg (Frankreich), Cosmo (Italien) und Olsztyn (Polen).

## Besonderheiten
Die Schule bietet die Möglichkeit des bilingualen Gymnasium (französisch) mit Abschluss AbiBac; außerdem wird das Europäische Gymnasium mit vier Fremdsprachen angeboten, das zu einem Zusatzzertifikat zum Abitur führt. Ein weiterer Schwerpunkt des Gymnasiums ist die musische Bildung und Erziehung im Bereich Theater und Musik. Das Grimmelshausen-Gymnasium konnte 2010 sein 350-jähriges Bestehen feiern. Im Rahmen der Jubiläumsveranstaltungen wurde das eigens dafür verfasste und komponierte Musiktheater Courasche nach dem Roman Grimmelshausens aufgeführt. Die Schule bietet verschiedene AGs an, darunter eine traditionsreiche Archäologie-AG und mehrere Theater-AGs und Theaterkurse. Seit 2012 ist die Schule Trägerin und Standort der Jungen Theaterakademie Offenburg, einem Theater-Kooperationsprojekt. Außerdem existieren weitere AGs im Bereich Musik (Orchester, Chor, Big Band).

## Schüler
- Friedrich August Haselwander (1859–1932), Ingenieur, Unternehmer und  Erfinder der Drehstrom-Synchronmaschine und des kompressorlosen  Ölmotors.